# Harjunpäänjärvet
Harjunpäänjärvet är en sjö i Pajala kommun i Norrbotten och ingår i Torneälvens huvudavrinningsområde. Sjön har en area på 0,0545 kvadratkilometer och ligger 271,9 meter över havet.

## Delavrinningsområde
Harjunpäänjärvet ingår i det delavrinningsområde (750961-179231) som SMHI kallar för Ovan VDRID = Nuuksujoki i Lainioälvens vattendrag*. Medelhöjden är 258 meter över havet och ytan är 24,75 kvadratkilometer. Räknas de 366 avrinningsområdena uppströms in blir den ackumulerade arean 5 615,72 kvadratkilometer. Lainioälven som avvattnar avrinningsområdet har biflödesordning 2, vilket innebär att vattnet flödar genom totalt 2 vattendrag innan det når havet efter 273 kilometer. Avrinningsområdet består mestadels av skog (80 procent). Avrinningsområdet har 1,7 kvadratkilometer vattenytor vilket ger det en sjöprocent på 6,9 procent.